# Lac du Principal
Lac du Principal är en sjö i Kanada.   Den ligger i regionen Mauricie och provinsen Québec, i den östra delen av landet, 400 km norr om huvudstaden Ottawa. Lac du Principal ligger 411 meter över havet. Arean är 6,7 kvadratkilometer. Den sträcker sig 3,3 kilometer i nord-sydlig riktning, och 4,9 kilometer i öst-västlig riktning.
Trakten runt Lac du Principal är nära nog obefolkad, med mindre än två invånare per kvadratkilometer.